# Eurycea cirrigera
Eurycea cirrigera é um anfíbio caudado da família Plethodontidae endémica dos Estados Unidos da América.